# Trance Atlantic Air Waves
Trance Atlantic Air Waves (TAAW) – projekt muzyczny, który powstał w 1997 roku. Założony został przez Michaela Cretu (Enigma) oraz Jens Gad. W ramach tego projektu ukazał się tylko jeden album "The Energy Of Sound", na którym znalazło się 10 utworów. Siedem z nich było coverami takich artystów jak: Alan Parsons, Harold Faltermeyer, Jan Hammer, M.Hayef, Ecama, Giorgio Moroder czy Vangelis. Trzy pozostałe to autorskie utwory Michaela i Jensa.

## Dyskografia
ALBUMY
- The Energy Of Sound (1998)

SINGLE
- Magic Fly (1997)
- "Chase" (1998)
- "Crockett's Theme" (1998)

TELEDYSKI
- "Magic Fly" (1997) - reż.Howard Greenhalgh
- "Chase" (1998) - reż. Howard Greenhalgh